# Eucereon duthaca
Eucereon duthaca là một loài bướm đêm thuộc phân họ Arctiinae, họ Erebidae.